# محاصره اوچی‌یاما
محاصره اوچی‌یاما (انگلیسی: Siege of Uchiyama) یکی از نبردهای زیادی بود که تاکدا شینگن برای به دست آوردن کنترل ولایت شینانو انجام داد. سربازان او قلعه را محاصره کردند و پادگان را در اثر گرسنگی مجبور به تسلیم کردند.